# Sven Jakir
Sven Jakir je hrvatski kazališni, televizijski i filmski glumac. Rođen je u Zagrebu 4. siječnja 1983.

## Filmografija

### Televizijske uloge
- "Metropolitanci 2" kao Krunislav Matošević
- "Kumovi" kao Robert (2024.)
- "Provodi i sprovodi" kao Borna (2011.)
- "Baza Djeda Mraza" kao Bubua (2009.)
- "Zakon!" kao Kristijan (2009.)
- "Mamutica" kao Bobi (2009.)
- "Luda kuća" kao Hans (2009.)
- "Dobre namjere" kao Staksov prijatelj (2008.)
- "Zauvijek susjedi" kao Niki (2008.)
- "Bitange i princeze" kao navijač #1 (2008.)

### Filmske uloge
- "Max Schmeling" (2010.)
- "Nije kraj" kao mladić (2008.)
- "Rastanak" (2004.)

### Sinkronizacija
- "Princeza Ema" kao Donny (2019.)

## Vanjske poveznice
- Sven Jakir u internetskoj bazi filmova IMDb-u (engl.)
- Stranica na Talents 2008.hr  Arhivirana inačica izvorne stranice od 25. kolovoza 2010. (Wayback Machine)